# Фуад Шукр
Фуад Шукр (араб. فؤاد شكر‎; 15 апреля 1961, Аль-Наби Шайт, Ливан — 30 июля 2024, Харет-Хрейк, Ливан) — один из основателей и лидеров исламистской вооружённой организации «Хезболла», занимавший в ней высокие военные посты с начала 1980-х годов. На протяжении более четырёх десятилетий был одним из ведущих деятелей «Хезболлы» и военным советником её лидера, Хасана Насраллы.
По данным израильской разведки, Шукр был ключевой фигурой в передаче Ираном систем наведения для ракет дальнего радиуса действия «Хезболлы». Считается, что он сыграл ключевую роль во взрывах в Бейруте в 1983 году, в результате которых погибли 241 американский и 58 французских военнослужащих, шесть гражданских лиц и двое нападавших. В 2013 году Государственный департамент США включил Шукра в список особо опасных глобальных террористов.
30 июля 2024 года Шукр был убит в результате израильского авиаудара в Бейруте за предполагаемую причастность к удару по Мадждаль-Шамсу, совершенному тремя днями ранее, в результате которого погибли 12 израильских детей.

## Ранние годы
Шукр родился 15 апреля 1961 года в деревне Аль-Наби Шайт на востоке Ливана. В этой же деревне родился другой основатель «Хезболлы» — Аббас аль-Мусави. После создания «Хезболлы» эта деревня стала одной из центральных её баз. Считается, что дом Шукра в Аль-Наби Шайт — последнее известное местонахождение Рона Арада, израильского летчика-истребителя, пропавшего без вести в Ливане в 1986 году.
Шукр получил военное образование в Университете имама Хоссейна в Тегеране.

## Военная карьера
С момента основания «Хезболлы» Корпусом стражей исламской революции (КСИР) в 1982 году Шукр был одним из её ведущих деятелей и советником по военным операциям лидера «Хезболлы» Хасана Насраллы. Будучи главным военным командиром боевой организации в южном Ливане, он входил в Совет джихада, где служил советником руководства «Хезболлы» по всем вопросам, связанным с военными операциями, включая обучение в элитных силах «Кудс» КСИР.
Будучи близким соратником Имада Мугнии, Мустафы Бадреддина и Мустафы Шахады, Шукр сражался против израильских войск во время Первой ливанской войны. Шукр участвовал в планировании и осуществлении взрывов казарм миротворцев в Бейруте, в результате которых погибли 307 человек, включая 241 американского и 58 французских военнослужащих. Израиль обвинил Шукра в непосредственном участии в трансграничном рейде «Хезболлы» в 2000 году, в ходе которого «Хезболла» похитила и убила трех израильских солдат, что было первым инцидентом за долгое время после выхода Израиля из южного Ливана.
Фуад Шукр отвечал за закупку более современного арсенала вооружений группировки, включая ракеты с точным наведением, крылатые ракеты, противокорабельные ракеты, ракеты дальнего радиуса действия и БПЛА. По данным американской разведки, Шукр был отправлен в Тегеран в 1994 году для работы с партией ракет Стингер из Ирана. Его известность возросла после убийства Мугнийе в Дамаске в 2008 году.
К началу сирийской гражданской войны Шукр был военным командиром «Хезболлы» в южном Ливане, её самом важном секторе. По некоторым данным, в 2016 году Шукр сменил Бадреддина на посту военного командира «Хезболлы», после того как Бадреддин был убит во время участия «Хезболлы» в сирийской войне.
В 2013 году Государственный департамент США включил Шукра в список особо опасных глобальных террористов, а 10 октября 2017 года добавил его в свою программу «Вознаграждение за справедливость» (Rewards for Justice Program), предложив 5 миллионов долларов за информацию, которая приведет к его аресту. Шукр был включен в эту программу вместе с главой зарубежных операций «Хезболлы» Талалом Хамией в рамках первого за десятилетие вознаграждения для деятелей «Хезболлы».

## Убийство
30 июля 2024 года Шукр был убит в результате израильского авиаудара в Бейруте за предполагаемую причастность к удару по Мадждаль-Шамсу 27 июля, в результате которого погибли 12 детей в израильской друзской деревне.
Перед авиаударом ему позвонили по внутреннему телефону и попросили подняться со второго этажа на седьмой, что облегчило задачу для атаковавших и помогло избежать большого количества жертв от удара. Журналисты The Wall Street Journal опубликовали информацию о том, что звонок был сделан после того, как кто-то, связанный с Израилем, проник во внутреннюю коммуникационную сеть «Хезболлы». «Хезболла» заявила, что отчет The Wall Street Journal был «сфабрикован» и «полон лжи». Некоторые источники писали, что в результате атаки погибли четыре мирных жителя и ещё 80 получили ранения. Также был убит иранский военный советник Милад Беди. Его похороны состоялись 2 августа.

### Комментарии
1. ↑  «Хезболла» признана террористической организацией в 	Австралии, Австрии, Аргентине, Великобритании, Гватемале, Германии, Гондурасе, Израиле, Канаде, Колумбии, Литве, Нидерландах, Парагвае, Сербии, Словении, США, Чехии, Швейцарии, Эстонии. Военное крыло «Хезболлы» также признано террористической организацией в ЕС, Новой Зеландии, Республике Косово и Франции.